# 贵州花椒
贵州花椒（学名：Zanthoxylum esquirolii）为芸香科花椒属下的一个种。

## 扩展阅读
- 維基物種上的相關：贵州花椒